# Kunsthaus Mürzzuschlag

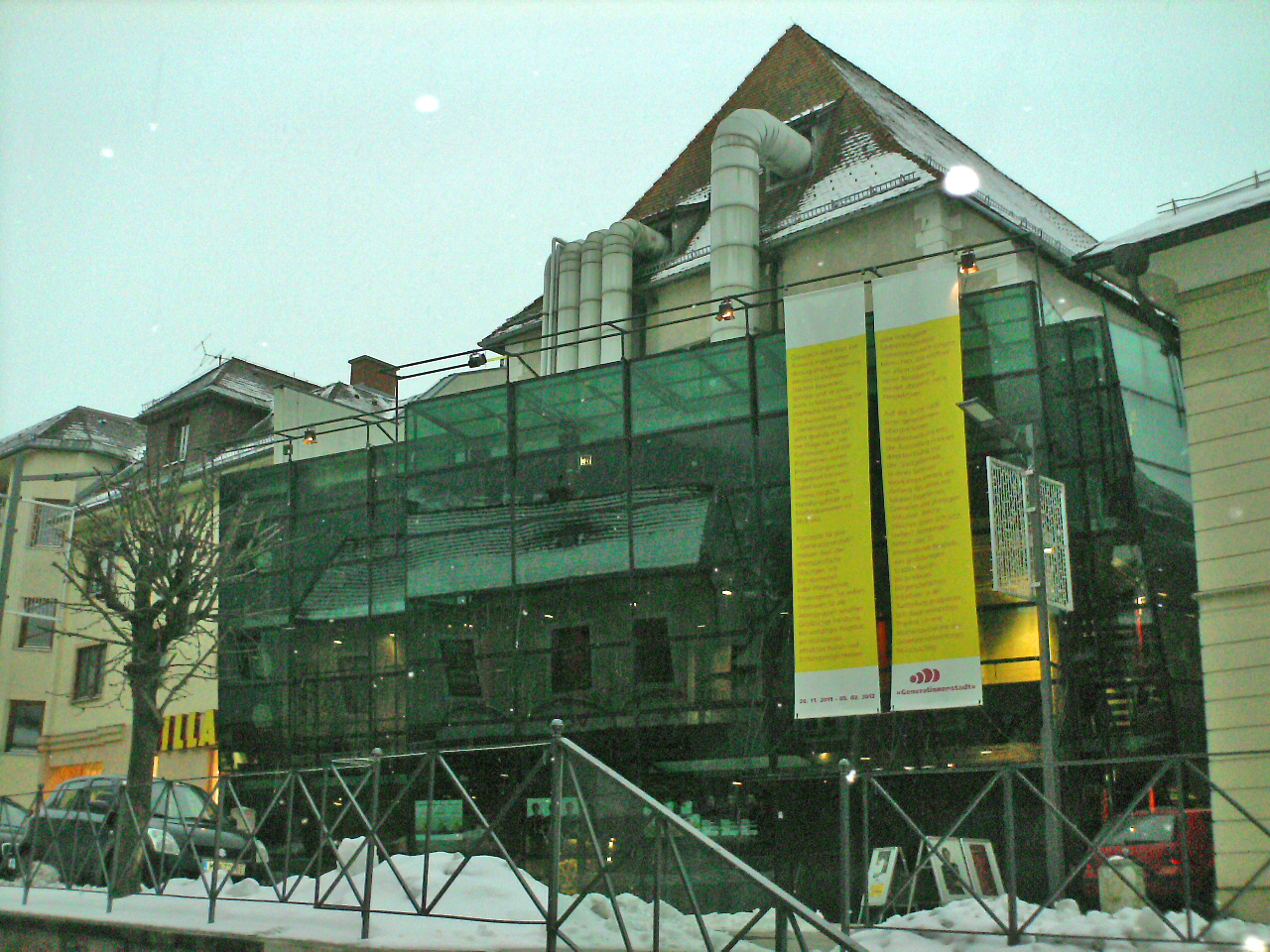
kunsthaus muerz in der Wiener Straße 56

Das Kunsthaus Mürzzuschlag, auch kunsthaus muerz, steht in der Wiener Straße 56 in der Stadtgemeinde Mürzzuschlag im Bezirk Bruck-Mürzzuschlag in der Steiermark. Das Kunsthaus versteht sich als Ort des interdisziplinären Dialoges, wobei die Sparten Musik, Literatur, bildende Kunst, Architektur, intermediale Formen und Wissenschaft im Vordergrund stehen. Die ehemalige Franziskanerkirche als Teil des Hauses steht unter Denkmalschutz (Listeneintrag).

## Geschichte
Das Kunsthaus ging aus der dem Andenken an den Schriftsteller Walter Buchebner gewidmeten Walter-Buchebner-Gesellschaft hervor und entfaltet seine Wirksamkeit mit regionaler und überregionaler Resonanz.

## Das Gebäude
Die Klosterkirche der Franziskaner wurde von 1648 bis 1657 unter Einbeziehung eines Restes der Marktbefestigung Mürzzuschlag erbaut. In der Zeit des Josefinismus wurde sie aufgelassen und diente später unterschiedlichen Zwecken, Militärunterkunft, Sitz von Handwerksbetrieben, Malzdörre, Gaststätte, Tischtennishalle. Anlässlich der Steirischen Landesausstellung Sport, Sinn und Wahn beauftragte das Land mit Unterstützung des Bundes und Einbindung der Stadt Mürzzuschlag die Errichtung des Kunsthauses durch die Architekten Konrad Frey und Andreas Ortner, die Umsetzung erfolgte 1988–1991. An den revitalisierten barocken Altbau wurde ein Zubau in Form eines Stahlgerüsts mit Glasüberzug gefügt, schräg nach oben hin aus der Vertikale zur Straße gekippt.

## Ausstattung
- Seit 1994 findet sich ein Fazioli F278 Konzertflügel im Kunsthaus, welcher für CD-Aufnahmen und als Konzertinstrument genutzt wird.